# 翁菲菲
翁菲菲（英語：Jude Weng），臺灣出生的美國女導演、製片人和編劇，參與過多部知名電視劇和電影製作。她執導的首部長片《'Ohana：尋找傳家寶》於2021年在Netflix上發行。

## 生平
翁菲菲出生於臺灣臺北市。她曾在美國電影學院的女性執導講習班、迪士尼的ABC導演計劃（ABC Directing Program）、華納兄弟電視導演講習班（Warner Bros. Television Directors’ Workshop）和HBO機會寫作獎學金（HBOAccess Writing Fellowship）接受專業培訓。
翁菲菲的影視生涯大多在美國電視圈，執導過知名美國電視劇的一些集數，如《黑人當道》、《良善之地》、《我是殭屍》、《魯蛇日記》、《打不倒的金咪》、《菜鳥新移民》、《瘋狂前女友》、《生活點滴》，以及《少年謝爾頓》。2019年2月，翁菲菲與編劇兼製片人高揚在ABC喜劇試播集中合作，這使翁菲菲成為近30年以來首位主導半小時試播集的亞裔女性。
在電影圈，作品包括首部的執導長片《'Ohana：尋找傳家寶》，於2021年在Netflix上線。她也為喬許·杜默執導的喜劇片《哥們遊戲》（2019年）創作劇本。

## 外部連結
- 翁菲菲在互联网电影资料库（IMDb）上的資料（英文）